# Sinomammut tobieni
Sinomammut tobieni és una espècie extinta de mamífer proboscidi de la família dels mammútids que visqué a Àsia durant el Miocè superior. Se n'han trobat restes fòssils a la província xinesa de Gansu. Tenia el rostre llarg i, a diferència dels seus parents propers, no estava dotat d'ullals. El seu nom genèric, Sinomammut, significa 'Mammut xinès' en llatí, mentre que el seu nom específic, tobieni, fou elegit en honor del paleontòleg alemany Heinz Tobien, per la seva contribució als estudis sobre els proboscidis de la Xina.